# Belmont Stakes
Belmont Stakes – gonitwa konna typu derby rozgrywana corocznie od 1867 roku w czerwcu na torze Belmont Park w Elmont w amerykańskim stanie Nowy Jork.
Gonitwa rozgrywana jest na standardowym dystansie 1,5 mi (2,41 km) i jest najdłuższą i najstarszą gonitwą wchodzącą w skład Potrójnej Korony.

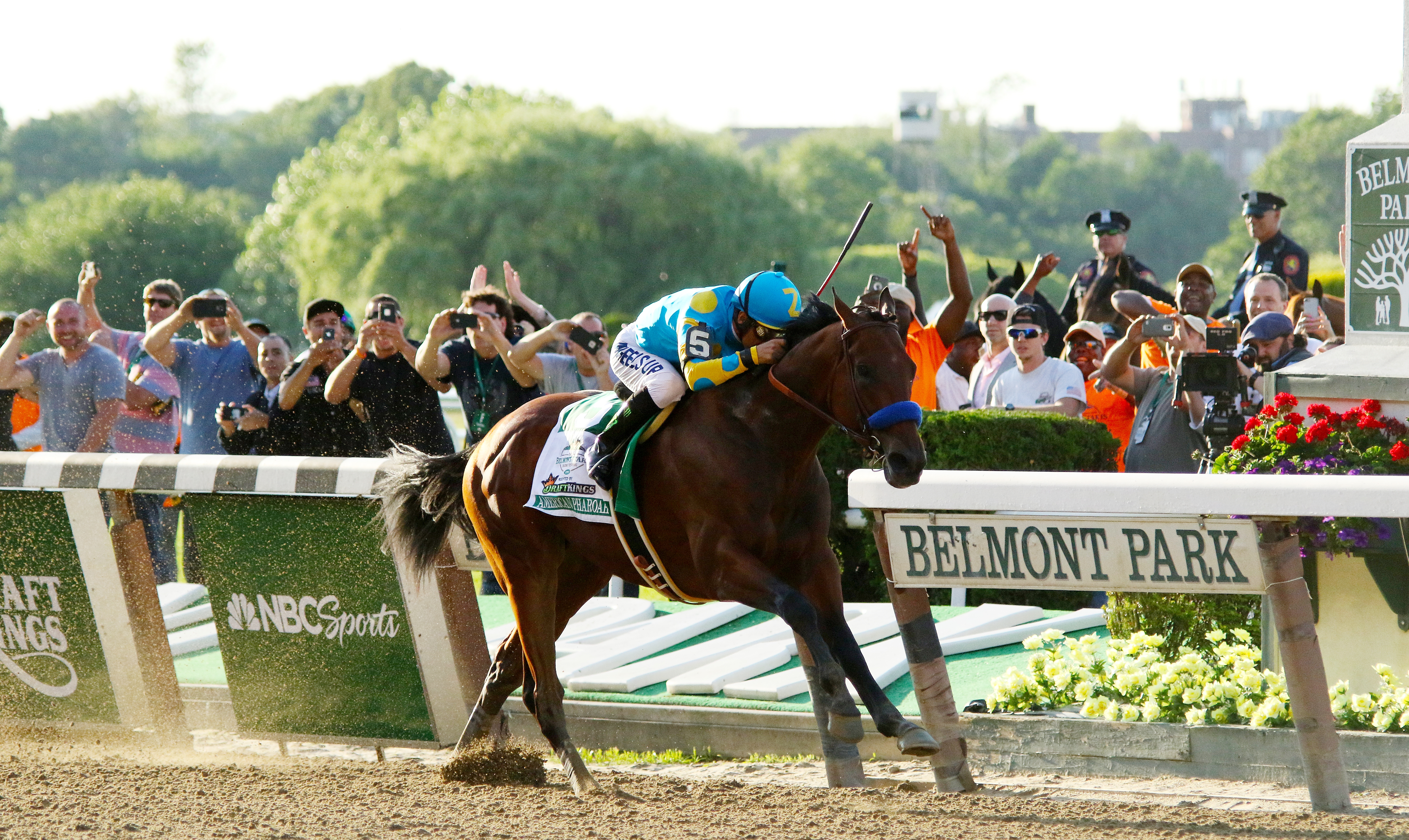
Trójkoronowany American Pharoah wygrywający Belmont Stakes 2015

Belmont Stakes razem z odbywającymi się pięć tygodni wcześniej Kentucky Derby i trzy tygodnie wcześniej Preakness Stakes określane są wspólnie jako Potrójna Korona (ang. Triple Crown) wyścigów konnych w Stanach Zjednoczonych.

## Rekordy

### Rekordy szybkości
- 1973 – Secretariat – 2.24.00 min.
- 1989 – Easy Goer – 2.26.00 min.
- 1992 – A.P. Indy – 2.26.13 min.

### Rekordy uzyskanej przewagi nad stawką (w długościach)
- 1973 – Secretariat – 31 długości